# Mercedes-Benz 190 SL
La Mercedes 190SL (appellation interne W121 BII sur châssis monocoque R121) est un modèle d’automobile du constructeur allemand Mercedes-Benz, roadster coupé cabriolet, construite de 1955 à 1963, dérivée de la Mercedes-Benz 300SL et entrée depuis dans la légende des automobiles de collection de prestige.
Les 190SL et 300SL des années 1950 sont les premiers modèles de la mythique série des roadster SL (SL pour "Sport Light") de Mercedes-Benz. La 190SL a comme but premier de pouvoir offrir une version "light" de sa « grande sœur », la 300SL Gullwing, pour une utilisation plus « de tous les jours » et donc a fortiori à un prix moindre. Même si la performance s'avère significativement différente (105 ch par rapport aux 215 ch pour la 300SL), près de 26 000 exemplaires seront produits. Elle est extrêmement bien construite, facile d'entretien, et on estime que près de la moitié des 190SL fabriqués roulent encore aujourd'hui.
L'appellation interne de Mercedes-Benz de la 190SL est W121 BII ou W121 B2 (pour W121 2e série) pour la distinguer des berlines W121 "Ponton" (1re série) produites de 1953 à 1962. Cette confusion provoque de temps en temps l'appellation interne R121 ou R121a avec un "R" comme "Roadster". Cette deuxième appellation ne sera en revanche jamais officielle sauf pour faire référence au châssis de la 190SL dont le châssis est raccourci. On notera que les deux séries de W121, même si de carrosseries radicalement différentes, partagent de nombreuses pièces détachées (phares et optiques arrière, suspensions, roues, etc.), la "Ponton" ayant été modifiée pour servir de structure à la 190 SL.

## Historique de la 190 SL

### La genèse
En septembre 1953, l'importateur aux États-Unis de Daimler-Benz, Maximilien Hoffman, arrive à convaincre la maison-mère à Stuttgart de tabler sur la conception de deux nouveaux modèles de véritables voitures de sport tirés du coupé 300SL (gullwing), qui, remportant la Carrera Panamericana, a obtenu une attention très spéciale de la part des Américains. Par ailleurs, Hoffman souhaite alors compléter une gamme Mercedes-Benz très conservatrice. Pour cela, la maison mère, en collaboration avec sa filiale américaine, décide de créer deux cabriolets, dits de « tourisme sportif » afin d'offrir « un usage quotidien pratique : une version de la 300SL gullwing en version cabriolet, et une version plus petite, la 190SL.
Afin d'éviter les coûts élevés de la production de la 300SL, la 190SL va devoir significativement se différencier de sa grande sœur. Pourtant, grâce à l'œuvre des designers de la maison Karl Wilfert et Walter Hackert, Mercedes réussit à créer une automobile qui reste très similaire esthétiquement à la 300SL mais plus petite de 30 cm et, surtout coûtant le tiers de son prix. À la fin de 1953, Hoffman reçoit de Stuttgart la promesse que 2 prototypes (un de la 300SL en version cabriolet et un autre de la 190SL) seront présentés à New York au « Salon International de l'Auto » le 6 février 1954.

### Une voiture faite spécialement pour le marché US
Malgré les cinq mois à peine de développement entre septembre 1953 et février 1954, Mercedes réussit un vrai tour de force et ses deux prototypes connaissent un accueil triomphal au salon de New York aussi bien par le public que par la presse américaine. Le développement de la 300SL cabriolet demandant moins de modifications par rapport à la 300SL gullwing, il est immédiatement approuvé en interne à la suite du Salon de New York, de sorte que la production de la 300SL cabriolet commence dès août 1954. La 190SL reste encore trop chère à la vente dans sa configuration de février 1954 et est donc révisée au cours de l'année avec notamment un châssis monocoque W121 raccourci (nommé châssis R121) et enfin présentée dans sa version définitive en mars 1955 à l'exposition automobile de Genève (Geneva Motor Show). Grâce au succès rencontré à Genève, la production en série de la 190SL est approuvée et commence deux mois plus tard en mai 1955 à l'usine de Sindelfingen sur la même chaine de montage que la 300SL.
Même à prix réduit par rapport à leur grande sœur (la 300SL), les 190SL restent chers pour le marché automobile européen qui en 1955, année de sortie du modèle, est encore en pleine reconstruction à la suite de la Seconde Guerre mondiale. Par ailleurs, en 1955, le déficit d'image de l'Allemagne persiste et nuit à Mercedes-Benz qui a quelques difficultés à vendre ses véhicules en Europe hors Allemagne. Les modèles sportifs de rêve tels les 300SL et 190SL sont d'ailleurs là pour enrayer cette négativité, mais ils sont naturellement conçus avec le marché américain en tête et vendus quasi exclusivement vers ce marché (>80 % de sa production). On notera la très grande présence de chromes extérieurs pour plaire au marché US, une présence atypique chez Mercedes et qui diminuera drastiquement sur les modèles suivants lorsque la répartition des ventes US/Europe sera plus équilibrée.
Cette disproportion des ventes vers le marché américain explique aussi la relative rareté du véhicule aujourd'hui en Europe, même si depuis quelques années, avec l’internationalisation des ventes aux enchères de voitures de collection, beaucoup de 190SL ont été réimportées vers l'Europe. Contrairement au modèle 230SL qui lui succédera, la 190SL vendue aux États-Unis ne présente aucune différence par rapport à sa version européenne si ce n’est le compteur de vitesse en Mph. En effet, l’optique du feu arrière avec la partie du clignotant en jaune n'est offert par Mercedes qu’en pièce détachée de remplacement pour le marché européen (l’optique arrière d’origine étant bien rouge, blanc, rouge des deux côtés de l’Atlantique). Le porte-plaque minéralogique arrière est revanche de taille européenne même pour les véhicules vendus aux US car cela donnait un "European feel" (lire "chic").
Il est prévu que la 190SL puisse atteindre les 190 kilomètres par heure. Dans la pratique, la vitesse maximale est plutôt de 175 km/h, performance très élevée en 1955, mais qui permet de mieux la différencier de sa grande sœur la 300SL qui elle peut atteindre les 200 km/h.

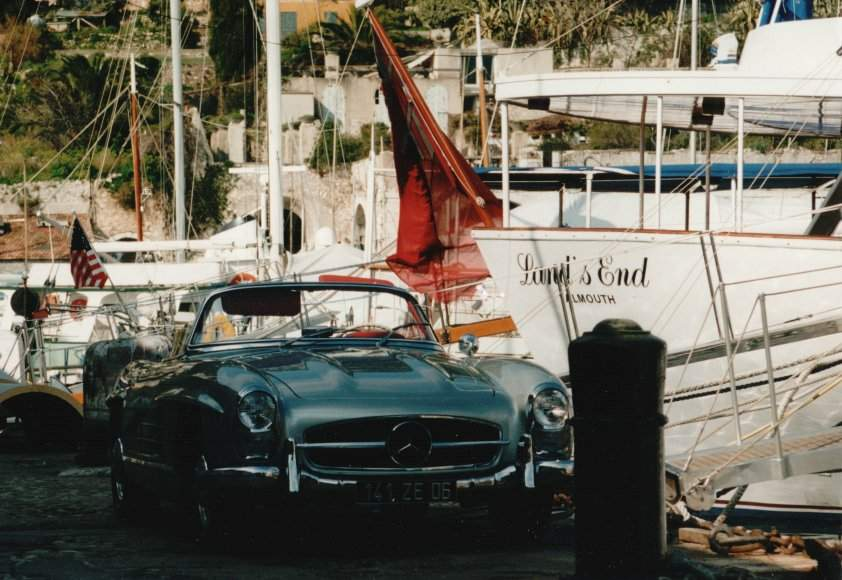
300sl.
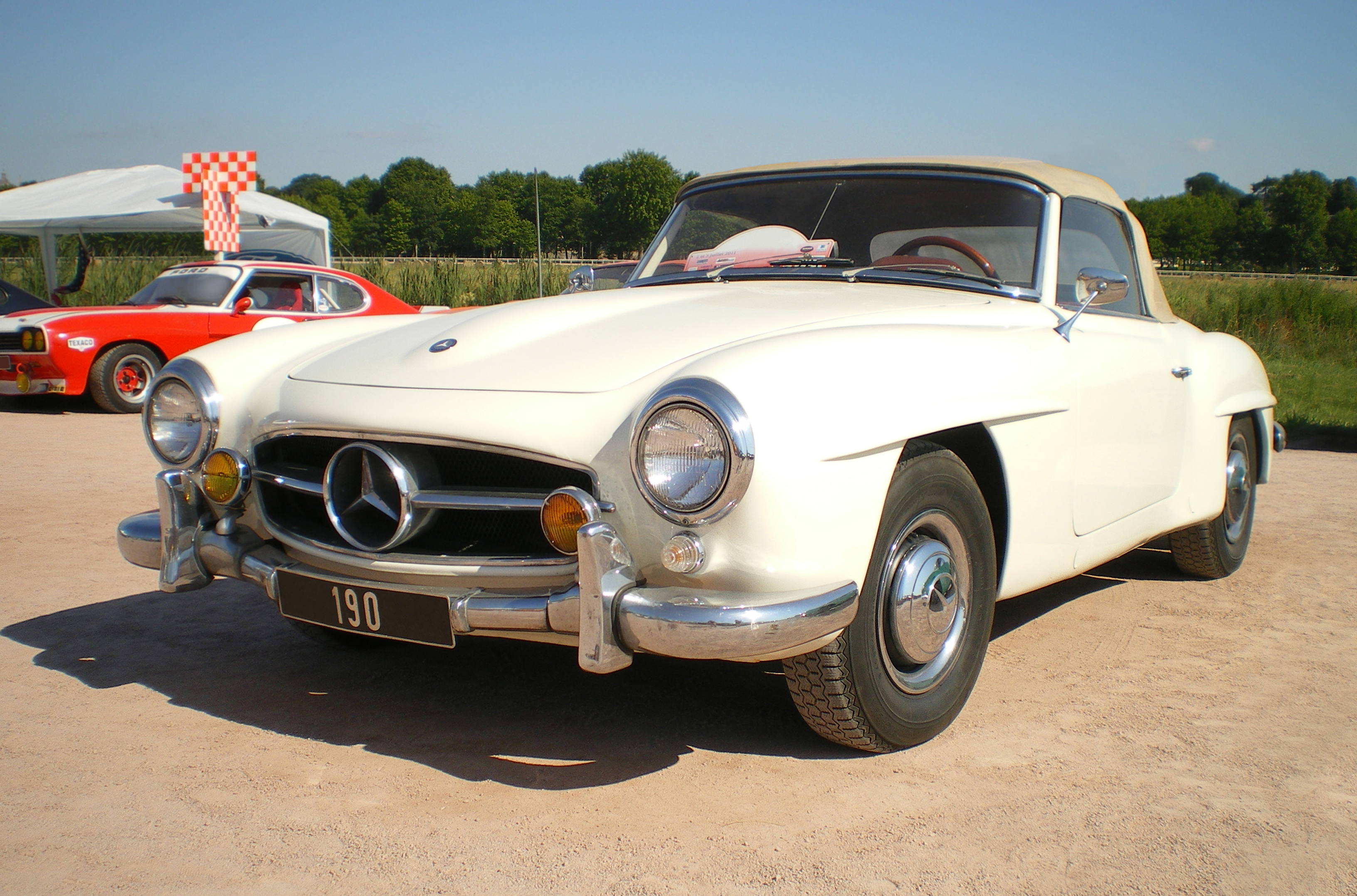
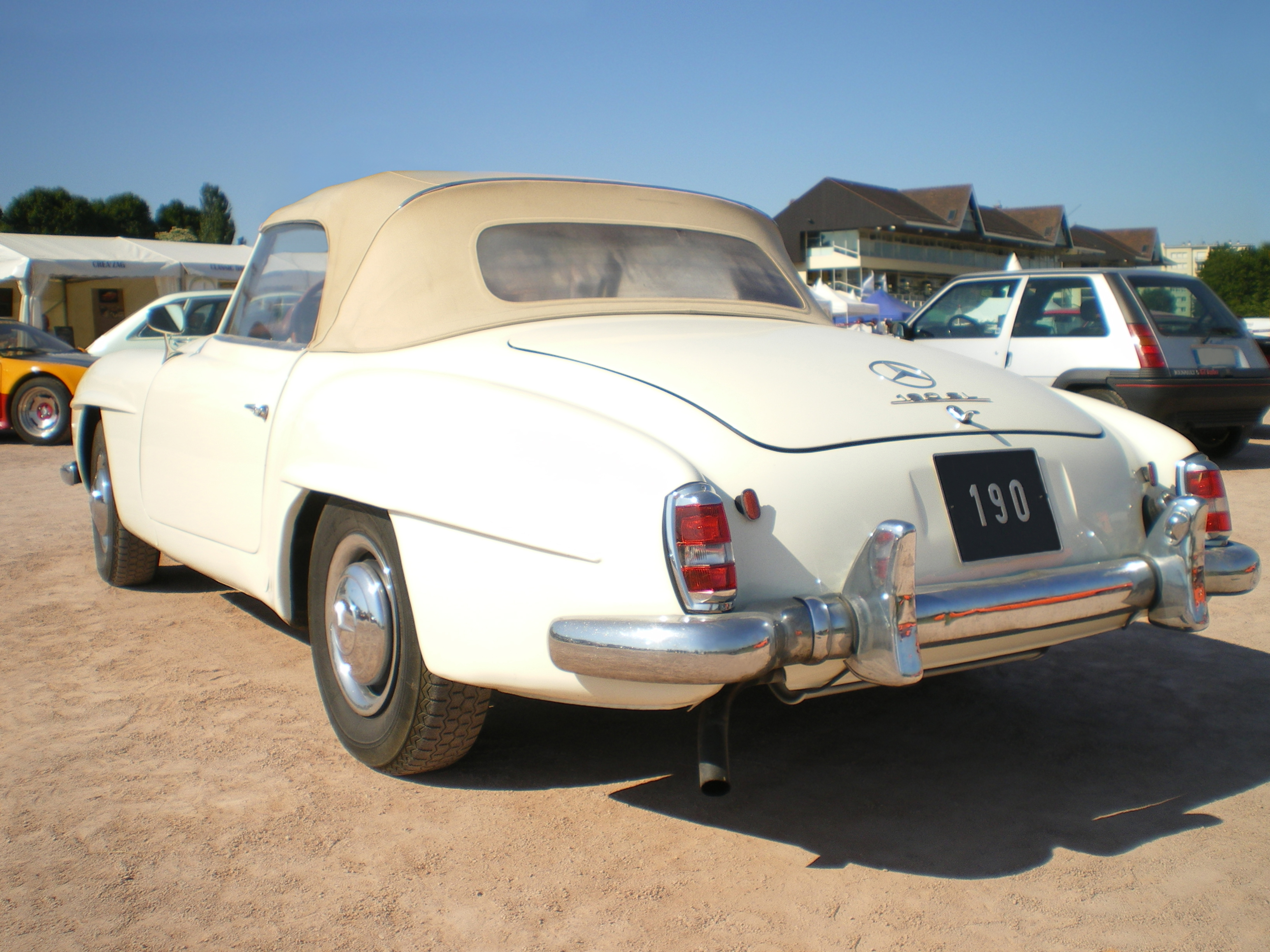
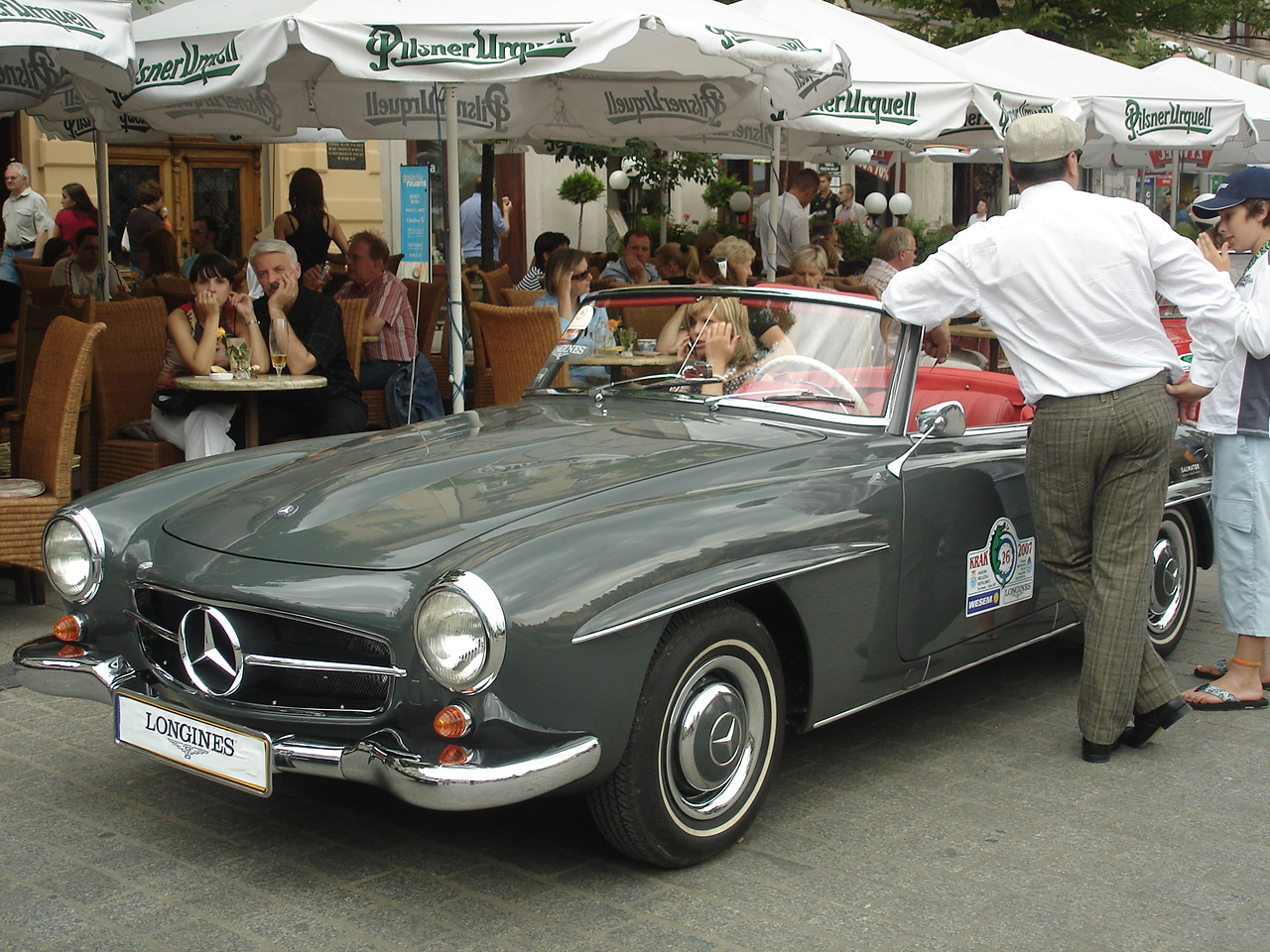
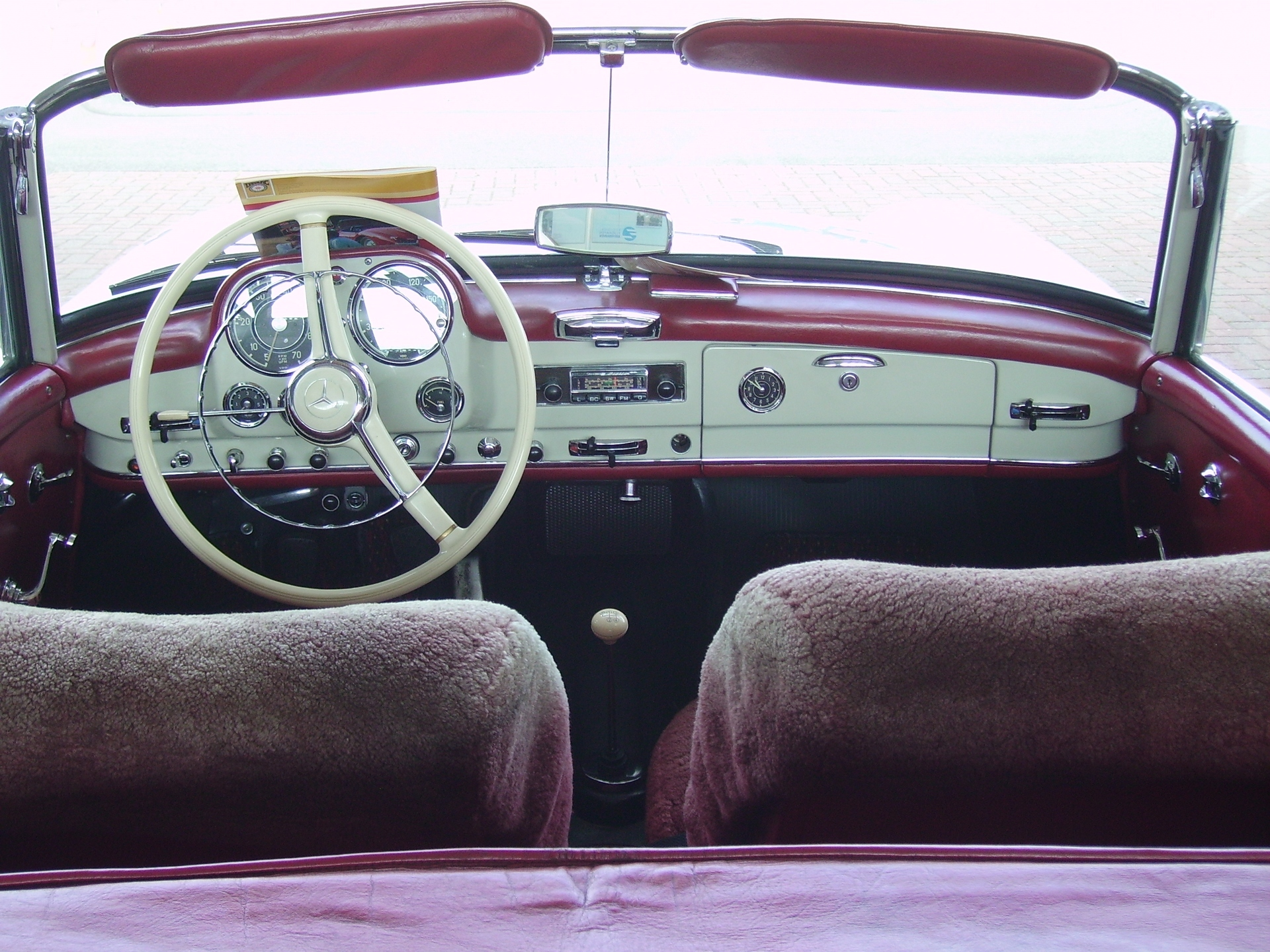
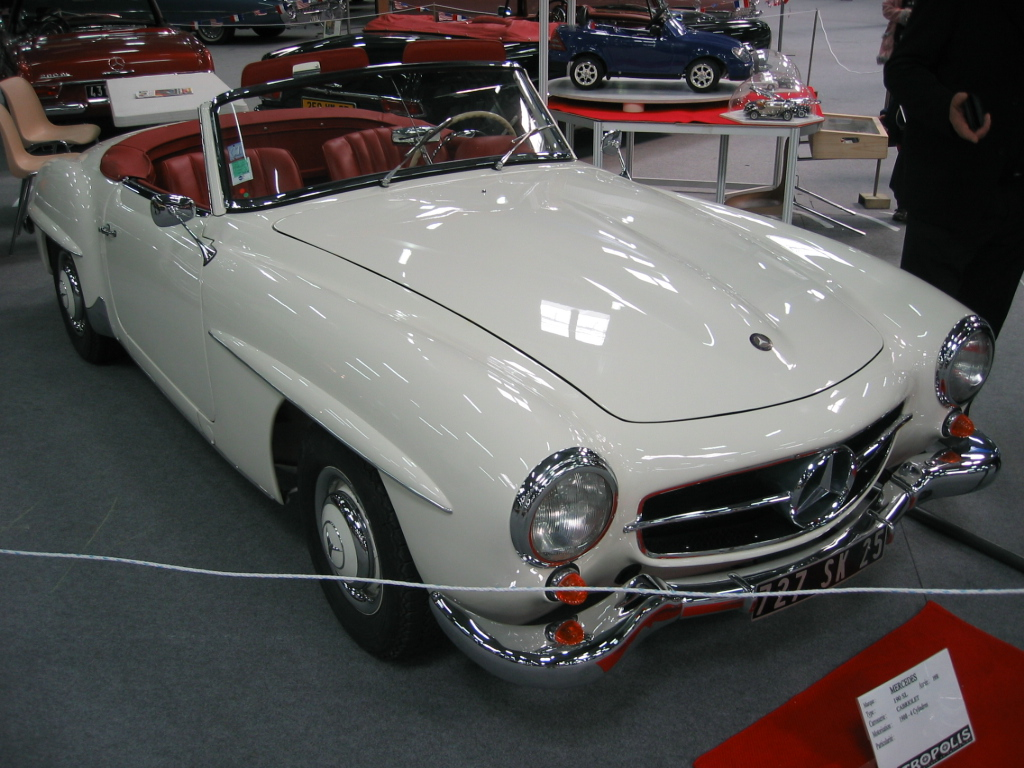
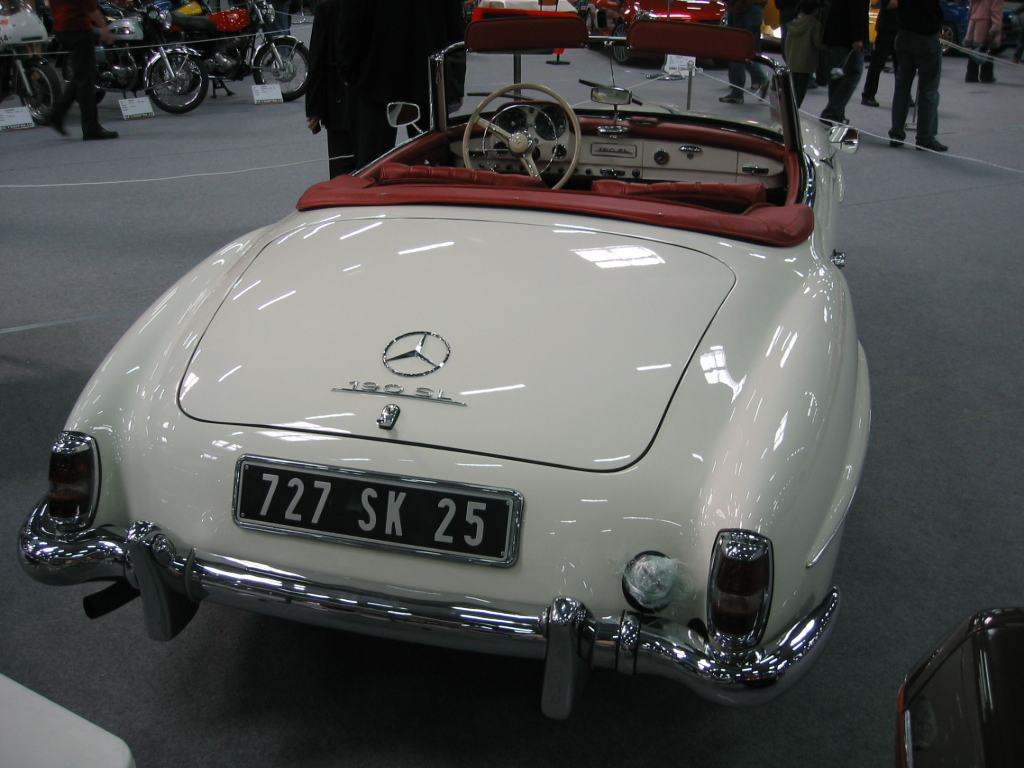
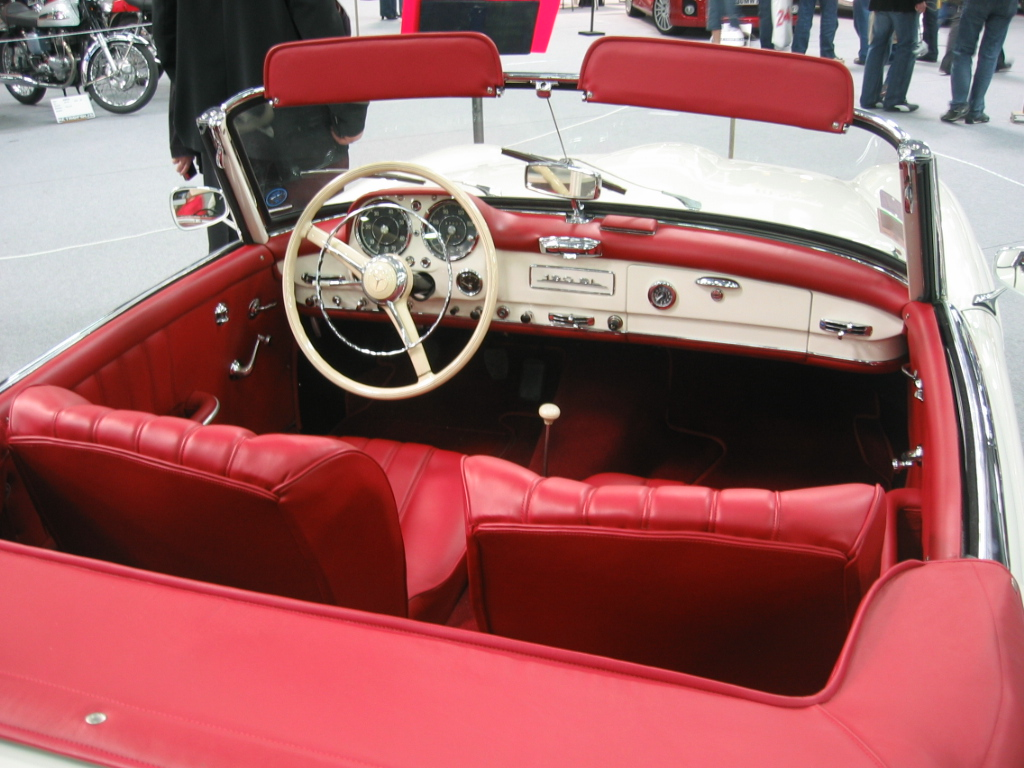
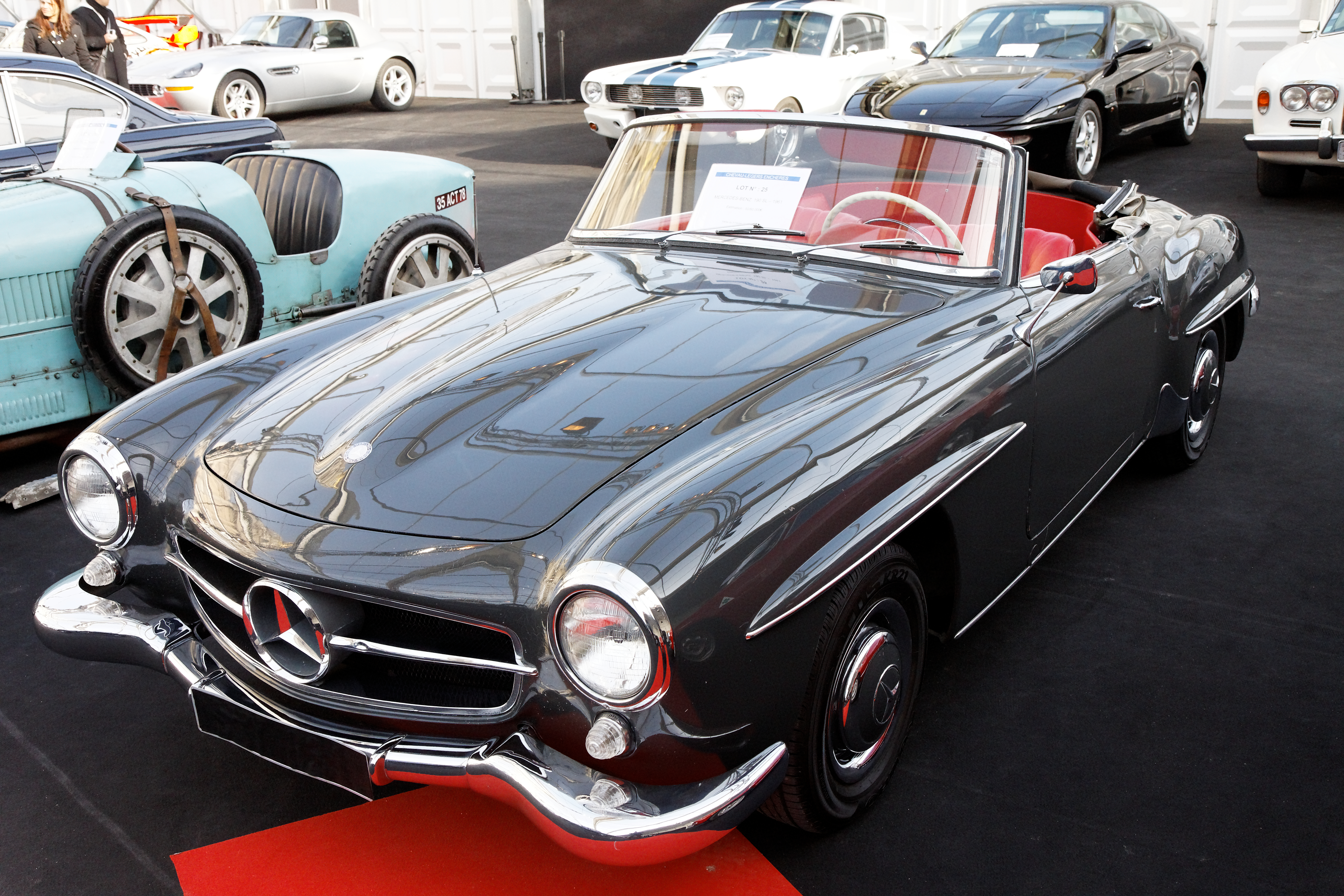
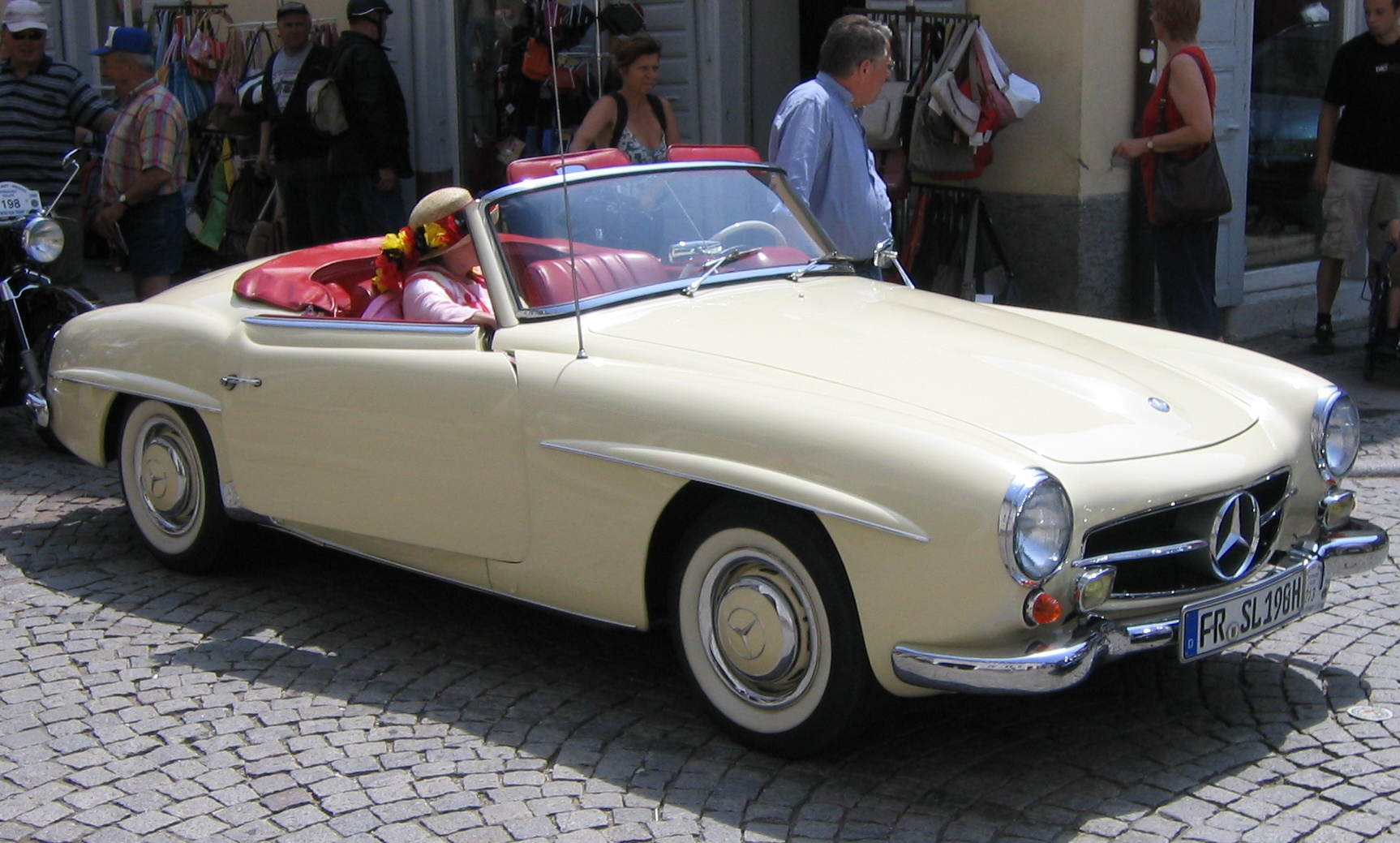
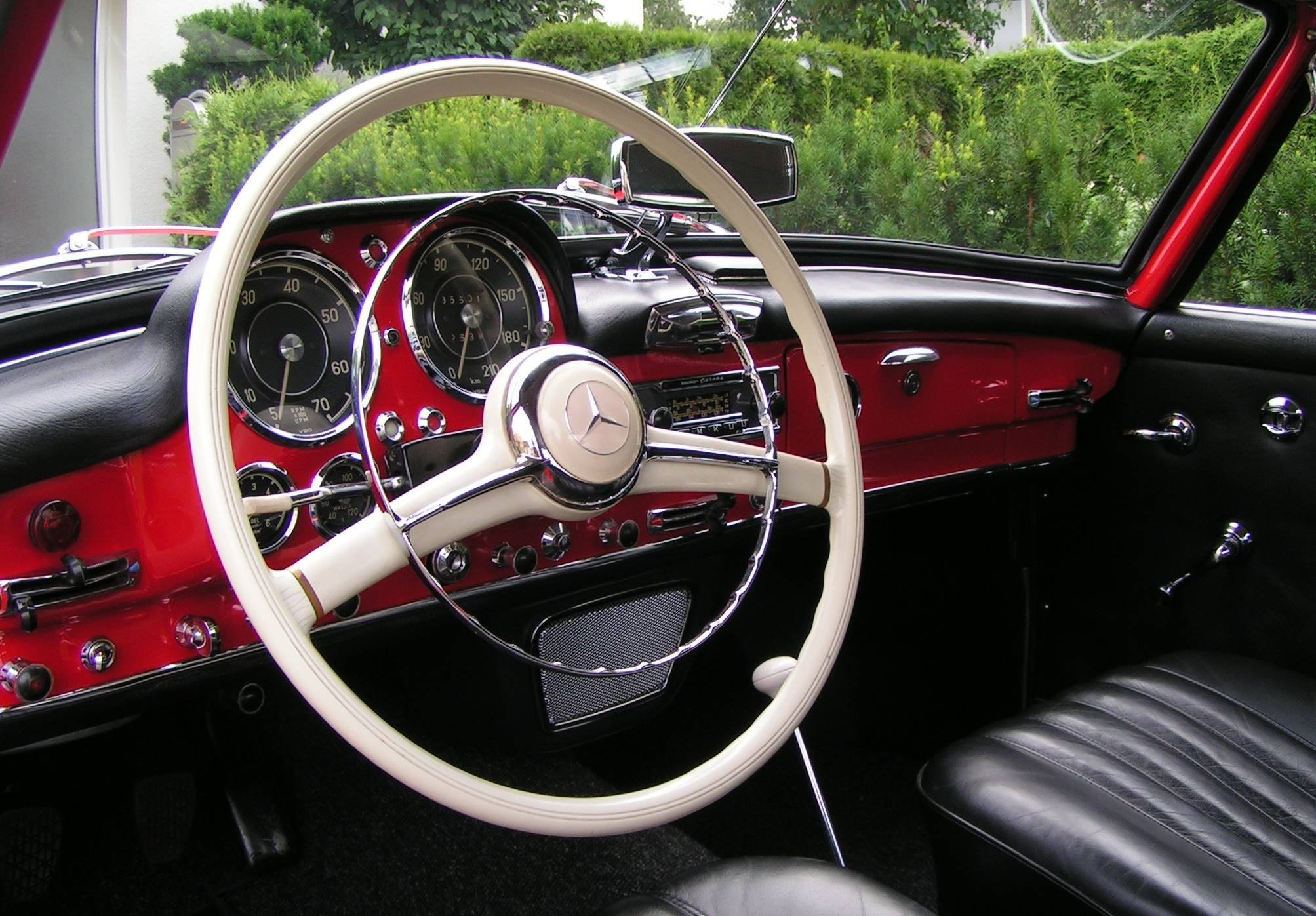
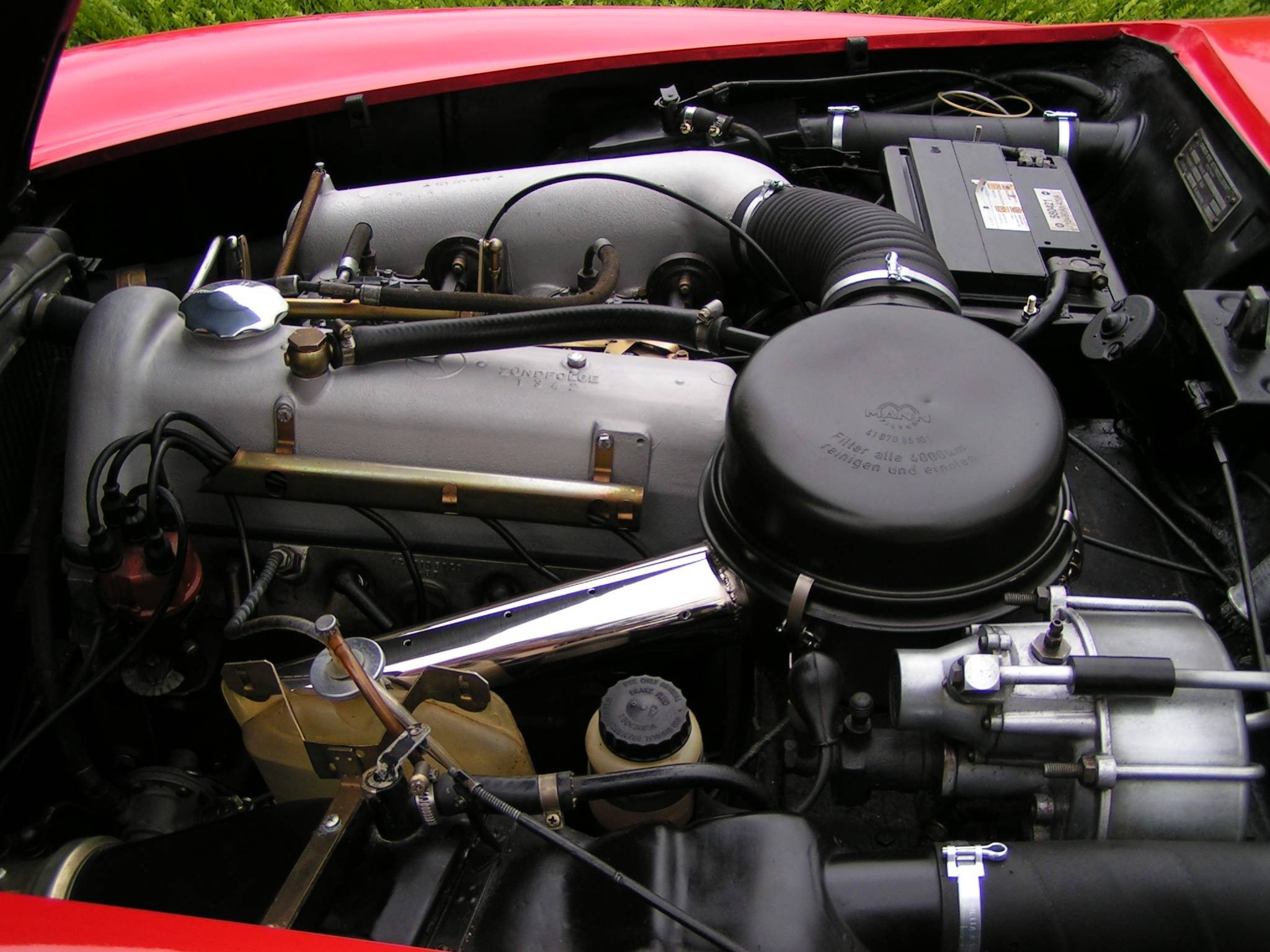

## Évolutions majeures de la 190 SL
Voici une liste des changements pertinents lors de la production de la 190 SL :
- 04 + 09/1955: changement du rapport du pont arrière de 3,70 à 3,89 (et à 3,90 en septembre)
- 02/1956: changement du hardtop en aluminium vers tout acier
- 03/1956: garnitures chromées supplémentaires
- 04/1956: installation en série d'un ventilateur pour dégivrage du pare-brise
- 04/1956: installation en série de servofrein (ATE type T 50)
- 04/1956: installation en série d'un klaxon Supertone et mise à niveau des phares avant
- 04/1956: évolution du baquet de sièges
- 05/1956: installation en série d'une pendule avec enroulement dans le couvercle de la boîte à gants
- 06/1956: élargissement des feux arrière (similaire aux modèles Mercedes 220a ponton et 220S)
- 11/1956: installation en série d'un rétroviseur extérieur du côté du conducteur
- 11/1956: épaississement de la tôle d'aluminium du capot et le couvercle du coffre
- 02/1957: poignées de porte intérieures avec actionneur serrure modifié
- 07/1957: voyant lumineux pour la plaque minéralogique arrière
- 07/1957: porte plaque minéralogique avant intégré dans le pare-chocs en chrome
- 03/1958: installation en série de pare-soleil rembourrés, avec miroir de maquillage côté passager
- 07/1958: installation en série d'un volant auto-bloquant (antivol) ainsi que le fonctionnement du démarreur via bouton poussoir
- 07/1959: installation en série d'un système de lave-glace (actionné au pied) et essuie glace à 2 vitesses
- 10/1959: Refonte complète du hardtop avec notamment une grande lunette arrière panoramique
- 08/1960: installation en série d'une nouvelle poignée et d'une nouvelle serrure pour le hayon arrière
- 09/1960: installation en série d'un allume-cigare
- 01/1961: installation en série d'une nouvelle fermeture de réservoir d'essence
- 01/1961: installation en série de poignées plastiques Hostalen pour les poignées de chauffage et de ventilation
- 06/1961: installation en série d'un nouveau optique arrière intégrant un clignotant jaune (modèle européen uniquement)
- 08/1961: Nouvelle série de moteur (M 121.928)
- 10/1961: installation de série de points d'ancrage pour ceintures de sécurité
- 05/1962: installation de protection en PVC contre la corrosion (passages de roues avant et dessous de caisse)

## Motorisation
Le bloc moteur à quatre cylindres de la 190SL (appellation interne : M121 B II) est basé sur le moteur six cylindres de la 300SL. Le moteur de la 190SL a une cylindrée de 1 897 cm3, un arbre à cames en tête, deux carburateurs Weber double corps, et offre une puissance portée à 105 chevaux (DIN)à 5 700 tr/min (77 kW). Outre la réduction du nombre des cylindres par rapport au moteur de la 300SL, la course des pistons pour la 190SL est réduite de 88,0 mm à 83,6 mm, bien que le diamètre de 85 mm des cylindres de la 300SL reste inchangé dans la 190SL.
La transmission 4 rapports manuelle reste la seule transmission disponible durant toute la production de la 190SL.
Les performances de la 190SL sont de 175 km/h en vitesse de pointe, avec un 0 à 100 km/h en 14,5 s.

## Carrosserie
Comme la 300SL cabriolet, la 190SL reprend de nombreux éléments de style de la 300SL coupé. La calandre, les pare-chocs, les phares avant et de nombreuses pièces intérieures sont identiques à celle de la 300SL coupé. La 300SL cabriolet et la 190SL partagent les mêmes pièces de capote. En revanche, les feux arrière de la 190SL ont été pris à partir de la classe S ponton. En plus des exigences visuelles qu'ils s'étaient données, les ingénieurs de Mercedes pensaient aussi à la fonctionnalité de chaque élément. C'est pourquoi la présence des petites ailes avant et arrière horizontales protégeaient les côtés de la voiture de la saleté.
Contrairement à la 300SL qui avait un châssis tubulaire très innovant, le châssis de la 190SL est dérivé du châssis plate-forme de la modeste berline 180, qui est ensuite raccourci de 25 cm. La carrosserie est en acier mais les quatre ouvrants (portières, coffre arrière et capot moteur) sont en aluminium.
Les suspensions, sont quant à elles, identiques sur les deux modèles 190SL et la 300SL cabriolet. Très innovantes pour l'époque, elles sont entièrement indépendantes, double triangles à l'avant et essieux battants à l'arrière.
L'empattement de la 190SL est de 2 400 mm, sa longueur de 4 219 mm, sa largeur de 1 664 mm et sa hauteur toit fermé est de 1 422,4 mm. Le poids à vide est de 1 158 kg. La capacité du réservoir de carburant est de 17 US gallons (64 litres).

## Options
La 190SL présentait déjà beaucoup d'options en série pour l'époque dont un tableau de bord extrêmement bien fourni (compte-tours moteur, pression d’huile, niveau de batterie, etc.), trousse à outils, allume-cigare, pendule électrique, essuie-glace 2-vitesses + intermittents, éclairage intérieur conséquent, intérieur cuir, etc.
Quelques options étaient cependant disponibles :
- Toit dur (removable hard-top) pour la conduite en hiver - option très peu prise à l'époque car très chère (>10 % du prix de la voiture) sachant que l'option toit dur pouvait aussi permettre de ne pas avoir de capote et donc de diminuer la hausse du prix à seulement 5 % du prix de base.
- Radio Becker AM/FM avec sélection automatique des stations (avec installation d’une antenne rétractable manuelle sur l’aile avant droite)
- Troisième place d’appoint (siège arrière perpendiculaire à la direction aisément retirable)
- Rétroviseur côté passager à partir de 1961
- Sièges sports (bucket seats) jusqu'en 1959
- Éléments verticaux du pare-chocs arrière (standard aux US, en option en Europe)

La 190SL sans option était vendue en 1955 au prix de US$ 3 998 (DM 16 500).
La 190SL et la 300SL seront produites jusqu'en février 1963 et toutes les deux remplacées par l'unique Mercedes-Benz W113.

## Marché de la 190 SL aujourd'hui
La 190SL est aujourd’hui considérée comme une voiture de prestige à part entière avec des clubs de fans (Mercedes Classics Clubs) qui lui sont dédiés et ce dans la plupart des pays occidentaux. La 190SL, tout comme la 300SL, est considérée comme représentant l’apogée de la perfection en termes de ligne de carrosserie chez Mercedes. Mercedes-Benz le sait et entretien le mythe via un atelier de restauration tout particulier pour les 190SL et 300SL à Fellbach, Allemagne. En France, un garage appartenant à Mercedes-France est spécialisé dans la révision et la restauration des voitures de prestige Mercedes (dont la 190SL). Ce garage est à Stains (banlieue Nord de Paris).
L’excellente construction des 190SL, à l’image de la marque Mercedes-Benz, et la disponibilité assurée par le réseau Mercedes de la quasi-totalité des pièces détachées, rendent la 190SL très séduisante pour tout type de collectionneurs car finalement relativement peu couteuse en entretien et donc facilement utilisable même pour des longs voyages. La fiabilité de la 190SL est considérée comme relativement bonne pour une voiture de collection. Les défauts notoires sont la difficulté de son allumage à froid, tenue de route sur route mouillée laissant à désirer et suspension un peu molle pour une sportive.
Le prix de vente en France en 2013 d’une 190SL en état de marche s’établit entre 60 000 € (très mauvaise condition) à 160 000 € (état concours). Des hard-tops de 190SL sont trouvables de temps en temps sur eBay Motors pour USD 10 000-15 000 (attention les hard-tops changent de forme à partir de 1959 - lunette arrière plus grande). Mercedes-Benz est à la disposition de tout acheteur pour la vérification de l’authenticité des véhicules.